# Grand Prix mondial de volley-ball 2009
Navigation
Grand Prix 2008 Grand Prix 2010

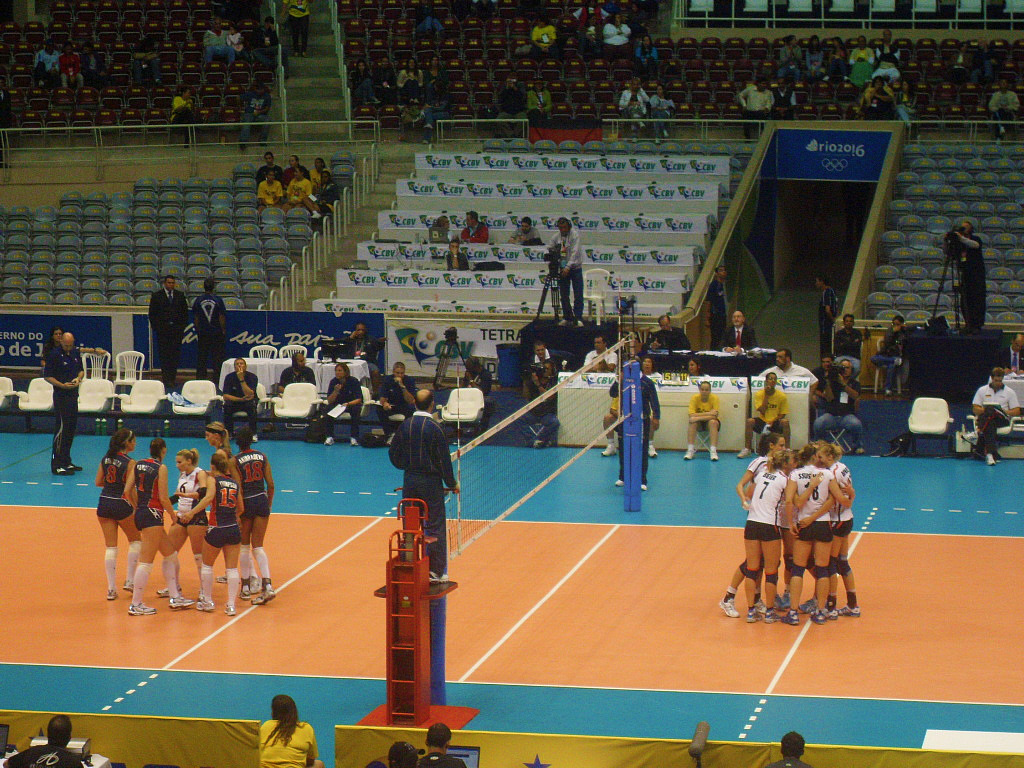
USA - Allemagne

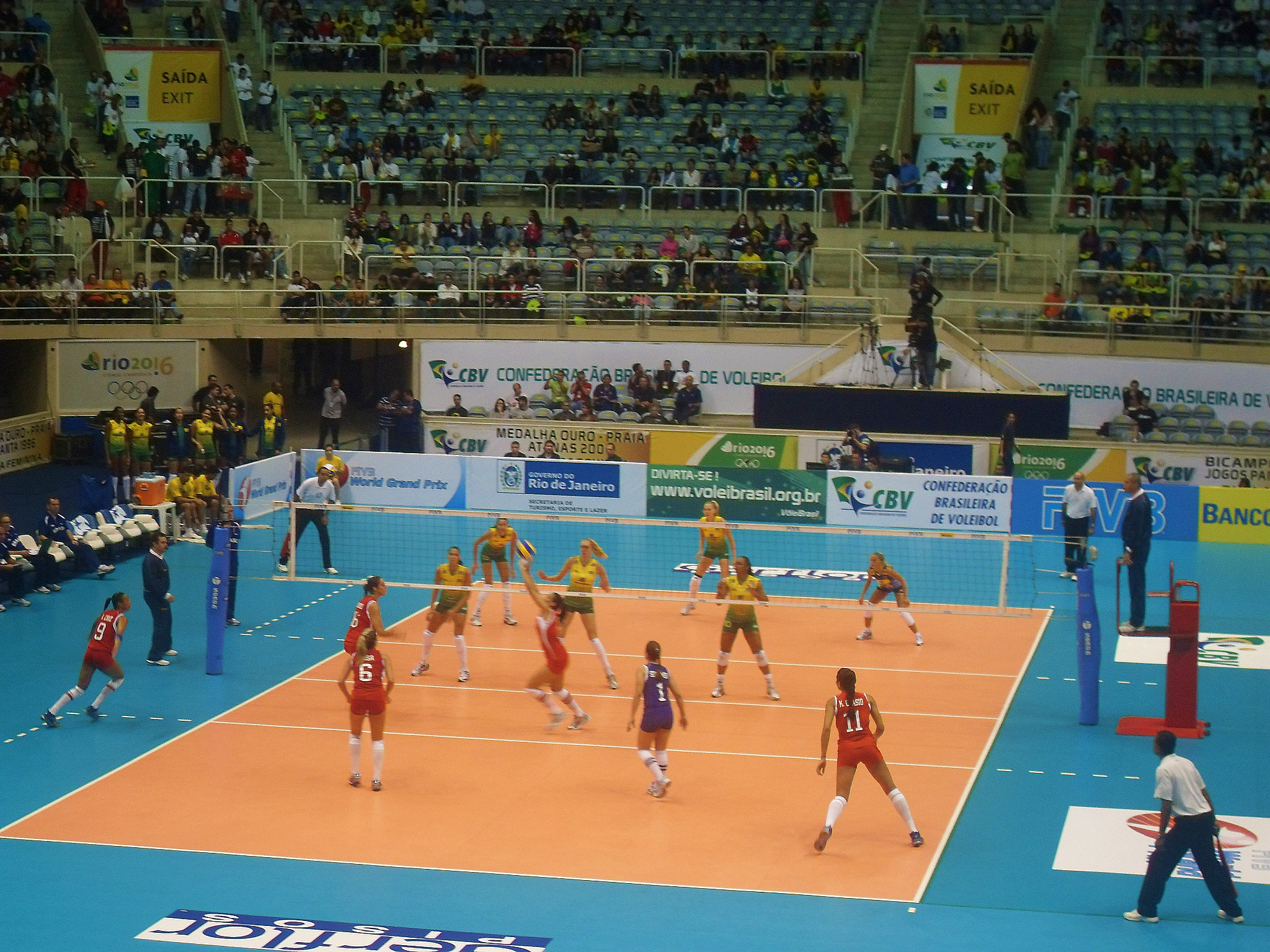
Brésil - Porto Rico

Le Grand Prix mondial de volley-ball 2009 est une compétition de volley-ball féminin comprenant 12 nations qui s'est tenue du 31 juillet au 23 août 2009. La finale s'est déroulée à Tokyo, Japon du 19 au 23 août 2009. Porto-Rico, le Brésil, la République Dominicaine et les États-Unis se sont qualifiés lors de la coupe Panaméricains de volley-ball féminin à Mexicali et Tijuana (Mexique). La Pologne qualifiée d'office ainsi que les trois premiers du tournoi de qualification au Grand Prix 2009, qui s'est disputé  du 16 au 21 septembre 2008 à Omsk Russie, représentaient l'Europe. La Chine, le Japon sont qualifiés d'office pour le continent Asiatique ainsi que La Corée du Sud et la Thaïlande qualifiés lors de la Coupe d'Asie de volley-ball, qui s'est disputée  du 1er au 7 octobre 2008 à Nakhon Ratchasima, Thaïlande.

## Équipes participantes
| Europe                            | Amérique                                            | Asie                               |
| --------------------------------- | --------------------------------------------------- | ---------------------------------- |
| Pologne Pays-Bas Russie Allemagne | Brésil Porto Rico République dominicaine États-Unis | Chine Japon Corée du Sud Thaïlande |

## Tournois Préliminaires

### Premier week-end
| Groupe A                                                     | Groupe B                                       | Groupe C                                                       |
| ------------------------------------------------------------ | ---------------------------------------------- | -------------------------------------------------------------- |
| Site : Rio de Janeiro Brésil États-Unis Allemagne Porto Rico | Site : Kielce Pologne Japon Pays-Bas Thaïlande | Site : Ningbo Chine Russie République dominicaine Corée du Sud |

#### Groupe A (Rio de Janeiro, Ginasio do Maracanazinho)
| Rang | Équipe     | Point | J | G | P | PP  | PC  | Ratio | SP | SC | Ratio |
| 1    | Brésil     | 6     | 3 | 3 | 0 | 225 | 156 | 1.442 | 9  | 0  | MAX   |
| 2    | Allemagne  | 5     | 3 | 2 | 1 | 224 | 216 | 1.037 | 6  | 5  | 1.200 |
| 3    | États-Unis | 4     | 3 | 1 | 2 | 205 | 250 | 0.820 | 3  | 8  | 0.375 |
| 4    | Porto Rico | 3     | 3 | 0 | 3 | 251 | 283 | 0.887 | 4  | 9  | 0.444 |

#### Groupe B (Kielce, Hala Sportowo Widowiskowa Mosir)
| Rang | Équipe    | Point | J | G | P | PP  | PC  | Ratio | SP | SC | Ratio |
| 1    | Pays-Bas  | 6     | 3 | 3 | 0 | 250 | 201 | 1.244 | 9  | 1  | 9.000 |
| 2    | Thaïlande | 5     | 3 | 2 | 1 | 285 | 307 | 0.928 | 7  | 7  | 1.000 |
| 3    | Pologne   | 4     | 3 | 1 | 2 | 250 | 240 | 1.042 | 5  | 6  | 0.833 |
| 4    | Japon     | 3     | 3 | 0 | 3 | 220 | 257 | 0.856 | 2  | 9  | 0.222 |

#### Groupe C (Ningbo, Beilun Sports Training Center)
| Rang | Équipe                 | Point | J | G | P | PP  | PC  | Ratio | SP | SC | Ratio |
| 1    | Chine                  | 6     | 3 | 3 | 0 | 258 | 195 | 1.323 | 9  | 2  | 4.500 |
| 2    | Russie                 | 5     | 3 | 2 | 1 | 280 | 263 | 1.065 | 8  | 5  | 1.600 |
| 3    | République dominicaine | 4     | 3 | 1 | 2 | 250 | 279 | 0.896 | 5  | 8  | 0.625 |
| 4    | Corée du Sud           | 3     | 3 | 0 | 3 | 206 | 257 | 0.802 | 2  | 9  | 0.222 |

### Second week-end
| Poule D                                                            | Poule E                                     | Poule F                                           |
| ------------------------------------------------------------------ | ------------------------------------------- | ------------------------------------------------- |
| Site : Miaoli États-Unis Pays-Bas République dominicaine Allemagne | Site : Macao Chine Brésil Pologne Thaïlande | Site : Osaka Japon Corée du Sud Russie Porto Rico |

#### Groupe D (Miaoli, Country Gymnasium)
| Rang | Équipe                 | Point | J | G | P | PP  | PC  | Ratio | SP | SC | Ratio |
| 1    | Pays-Bas               | 6     | 3 | 3 | 0 | 270 | 237 | 1.139 | 9  | 3  | 3.000 |
| 2    | Allemagne              | 5     | 3 | 2 | 1 | 236 | 215 | 1.098 | 7  | 3  | 2.333 |
| 3    | États-Unis             | 4     | 3 | 1 | 2 | 283 | 283 | 1.000 | 5  | 8  | 0.625 |
| 4    | République dominicaine | 3     | 3 | 0 | 3 | 213 | 267 | 0.798 | 2  | 9  | 0.222 |

#### Groupe E (Macao, Forum de Macao)
| Rang | Équipe    | Point | J | G | P | PP  | PC  | Ratio | SP | SC | Ratio |
| 1    | Brésil    | 6     | 3 | 3 | 0 | 269 | 216 | 1.245 | 9  | 3  | 3.000 |
| 2    | Chine     | 5     | 3 | 2 | 1 | 317 | 286 | 1.108 | 8  | 6  | 1.333 |
| 3    | Pologne   | 4     | 3 | 1 | 2 | 245 | 261 | 0.939 | 6  | 6  | 1.000 |
| 4    | Thaïlande | 3     | 3 | 0 | 3 | 183 | 251 | 0.729 | 1  | 9  | 0.111 |

#### Groupe F (Osaka, Osaka Municipal Central Gymnasium)
| Rang | Équipe       | Point | J | G | P | PP  | PC  | Ratio | SP | SC | Ratio |
| 1    | Japon        | 6     | 3 | 3 | 0 | 267 | 206 | 1.296 | 9  | 2  | 4.500 |
| 2    | Russie       | 4     | 3 | 1 | 2 | 283 | 298 | 0.950 | 5  | 8  | 0.625 |
| 3    | Porto Rico   | 4     | 3 | 1 | 2 | 260 | 276 | 0.942 | 5  | 7  | 0.714 |
| 4    | Corée du Sud | 4     | 3 | 1 | 2 | 280 | 310 | 0.903 | 6  | 8  | 0.750 |

### Troisième week-end
| Poule G                                              | Poule H                                        | Poule I                                                  |
| ---------------------------------------------------- | ---------------------------------------------- | -------------------------------------------------------- |
| Site : Hong Kong Thaïlande Cuba Kazakhstan Allemagne | Site : Mokpo Italie États-Unis Turquie Pologne | Site : Bangkok Chine Brésil Japon République dominicaine |

#### Groupe G (Hong Kong, Hong Kong Coliseum)
| Rang | Équipe                 | Point | J | G | P | PP  | PC  | Ratio | SP | SC | Ratio |
| 1    | Pays-Bas               | 5     | 3 | 2 | 1 | 252 | 216 | 1.167 | 7  | 3  | 2.333 |
| 2    | Chine                  | 5     | 3 | 2 | 1 | 296 | 279 | 1.061 | 8  | 5  | 1.600 |
| 3    | Pologne                | 5     | 3 | 2 | 1 | 254 | 277 | 0.917 | 6  | 7  | 0.857 |
| 4    | République dominicaine | 3     | 3 | 0 | 3 | 254 | 284 | 0.894 | 3  | 9  | 0.333 |

#### Groupe H (MokpoMokpo Indoor Gym)
| Rang | Équipe       | Point | J | G | P | PP  | PC  | Ratio | SP | SC | Ratio |
| 1    | Brésil       | 6     | 3 | 3 | 0 | 299 | 241 | 1.241 | 9  | 4  | 2.250 |
| 2    | Japon        | 5     | 3 | 2 | 1 | 253 | 237 | 1.068 | 7  | 5  | 1.400 |
| 3    | Allemagne    | 4     | 3 | 1 | 2 | 288 | 298 | 0.966 | 7  | 7  | 1.000 |
| 4    | Corée du Sud | 3     | 3 | 0 | 3 | 211 | 275 | 0.767 | 2  | 9  | 0.222 |

#### Groupe I (Bangkok, Thailand Keelawes Gym)
| Rang | Équipe     | Point | J | G | P   | PP  | PC    | Ratio | SP | SC    | Ratio |
| 1    | Russie     | 6     | 3 | 3 | 0   | 269 | 206   | 1.306 | 9  | 2     | 4.500 |
| 2    | Thaïlande  | 5     | 3 | 2 | 1   | 256 | 267   | 0.959 | 7  | 5     | 1.400 |
| 3    | États-Unis | 4     | 3 | 1 | 2   | 264 | 258   | 1.023 | 6  | 6     | 1.000 |
| 4    | Porto Rico | 3     | 3 | 0 | 174 | 232 | 0.750 | 0     | 9  | 0.000 |       |

## Classement tour préliminaire
| No  | Équipe                 | Points | Matches | Matches | Matches | Points | Points | Points | Sets | Sets   | Sets  |
| No  | Équipe                 | Points | joués   | gagnés  | perdus  | pour   | contre | Ratio  | pour | contre | Ratio |
| --- | ---------------------- | ------ | ------- | ------- | ------- | ------ | ------ | ------ | ---- | ------ | ----- |
| 1.  | Brésil                 | 18     | 9       | 9       | 0       | 793    | 613    | 1.294  | 27   | 7      | 3.857 |
| 2.  | Pays-Bas               | 17     | 9       | 8       | 1       | 772    | 654    | 1.180  | 25   | 7      | 3.571 |
| 3.  | Chine                  | 16     | 9       | 7       | 2       | 871    | 760    | 1.146  | 25   | 13     | 1.923 |
| 4.  | Russie                 | 15     | 9       | 6       | 3       | 832    | 767    | 1.085  | 22   | 15     | 1.467 |
| 5.  | Japon                  | 14     | 9       | 5       | 4       | 740    | 700    | 1.057  | 18   | 16     | 1.125 |
| 6.  | Allemagne              | 14     | 9       | 5       | 4       | 748    | 729    | 1.026  | 20   | 15     | 1.333 |
| 7.  | Pologne                | 13     | 9       | 4       | 5       | 749    | 778    | 0.963  | 17   | 19     | 0.895 |
| 8.  | Thaïlande              | 13     | 9       | 4       | 5       | 724    | 825    | 0.878  | 15   | 21     | 0.714 |
| 9.  | États-Unis             | 12     | 9       | 3       | 6       | 752    | 791    | 0.951  | 14   | 22     | 0.636 |
| 10. | Porto Rico             | 10     | 9       | 1       | 8       | 685    | 791    | 0.866  | 9    | 25     | 0.360 |
| 11. | République dominicaine | 10     | 9       | 1       | 8       | 717    | 830    | 0.864  | 10   | 26     | 0.385 |
| 12. | Corée du Sud           | 10     | 9       | 1       | 8       | 697    | 842    | 0.828  | 10   | 26     | 0.385 |

## Phase Finale (Tokyo)

### Classement Final
| No | Équipe    | Points | Matches | Matches | Points | Points | Points | Sets | Sets   | Sets  |
| No | Équipe    | Points | gagnés  | perdus  | pour   | contre | Ratio  | pour | contre | Ratio |
| -- | --------- | ------ | ------- | ------- | ------ | ------ | ------ | ---- | ------ | ----- |
| 1  | Brésil    | 10     | 5       | 0       | 461    | 387    | 1.191  | 15   | 4      | 3.750 |
| 2  | Russie    | 9      | 4       | 1       | 472    | 435    | 1.085  | 14   | 6      | 2.333 |
| 3  | Allemagne | 7      | 2       | 3       | 430    | 430    | 1.000  | 9    | 11     | 0.818 |
| 4  | Pays-Bas  | 7      | 2       | 3       | 421    | 457    | 0.921  | 7    | 13     | 0.538 |
| 5  | Chine     | 6      | 1       | 4       | 414    | 448    | 0.924  | 7    | 12     | 0.583 |
| 6  | Japon     | 6      | 1       | 4       | 389    | 430    | 0.905  | 6    | 12     | 0.500 |

## Distinctions individuelles

### Récompenses lors de la phase finale
- MVP : Sheilla Castro
- Meilleure Marqueuse : Manon Flier
- Meilleure Attaquante : Tatiana Kosheleva
- Meilleure Contreuse : Fabiana Claudino
- Meilleure Serveuse : Manon Flier
- Meilleure Passeuse : Yoshie Takeshita
- Meilleure Libéro : Kerstin Tzscherlich

## Tableau final
| Place              | Équipe                 |
| ------------------ | ---------------------- |
| Médaille d'or      | Brésil                 |
| Médaille d'argent  | Russie                 |
| Médaille de bronze | Allemagne              |
| 4                  | Pays-Bas               |
| 5                  | Chine                  |
| 6                  | Japon                  |
| 7                  | Pologne                |
| 8                  | Thaïlande              |
| 9                  | États-Unis             |
| 10                 | Porto Rico             |
| 11                 | République dominicaine |
| 12                 | Corée du Sud           |